# Tomohiro Wanami
Tomohiro Wanami (født 27. april 1980) er en tidligere japansk fodboldspiller.
Han har spillet for flere forskellige klubber i sin karriere, herunder Shonan Bellmare og Consadole Sapporo.